# Tyrrell P34
O  P34 foi o modelo de Fórmula 1 da Tyrrell em parte da temporada de 1976 e em toda a temporada de 1977. Foi guiado por Jody Scheckter, Patrick Depailler e Ronnie Peterson.
A inédita configuração de quatro rodas na dianteira, todas elas esterçantes, foi uma tentativa do engenheiro Derek Gardner de reduzir a área frontal do carro, com o uso de pneus menores, e assim obter uma melhor penetração aerodinâmica. A fábrica de pneus Goodyear teve que produzir, especialmente para o modelo, pneus com 10 polegadas de diâmetro.
O Tyrrell P34 não chegou a ser um fracasso e até conseguiu uma importante e histórica vitória com dobradinha no GP da Suécia de 1976 com Scheckter e Depailler. Pela primeira - e que se revelaria única - vez um modelo de seis rodas venceu uma corrida de Fórmula 1, mas no campeonato apresentou um desempenho prático bem aquém do esperado pela equipe, embora a área frontal realmente diminuísse, mas a aerodinâmica proporcionada pelo nariz do carro muito avantajado não era das melhores e, principalmente, as rodas traseiras continuaram com as mesmas dimensões dos outros Fórmula 1 da época, o que acabava deixando a área frontal praticamente igual.
O mecanismo de suspensão e de direção necessário para fazer as quatro rodas esterçarem mostrou-se complexo e de difícil acerto e manutenção, e os pneus menores, apesar de não mostrarem uma piora perceptível de desempenho ou maior desgaste, tinham um custo muito alto, devido à baixíssima escala de produção.
Para a temporada de 1978, Derek Gardner deixaria a equipe, e a Tyrrell apresentaria o modelo 008, projetado por Maurice Philippe, retomando a configuração convencional de quatro rodas. A MARCH também teve seu protótipo de 6 rodas, o modelo 2-4-0, que usava um chassi 771, mas as 4 rodas eram na traseira, logo, em função motriz. Alguns anos depois, quando algumas equipes começaram a cogitar a possibilidade de usar as quatro rodas motrizes na traseira, principalmente a Williams, que chegou a produzir um protótipo, o FW08B em 1982, a FIA alterou o regulamento da Fórmula 1 para proibir a participação de carros com mais de quatro rodas na categoria.

## Resultados[2]
(legenda) (em negrito indica pole position e itálico volta mais rápida)
| Ano  | Chassi | Motor                | Pneus | N° | Pilotos           | 1   | 2   | 3   | 4   | 5   | 6   | 7   | 8   | 9   | 10  | 11  | 12  | 13  | 14  | 15  | 16  | 17  | Pontos   | Posição |  |
| ---- | ------ | -------------------- | ----- | -- | ----------------- | --- | --- | --- | --- | --- | --- | --- | --- | --- | --- | --- | --- | --- | --- | --- | --- | --- | -------- | ------- |  |
|      |        |                      |       |    |                   |     |     |     |     |     |     |     |     |     |     |     |     |     |     |     |     |     |          |         |  |
|      |        |                      |       |    |                   | BRA | RSA | USW | ESP | BEL | MON | SWE | FRA | GBR | GER | AUT | NED | ITA | CAN | USA | JPN |     |          |         |  |
| 1976 | P34    | Ford Cosworth DFV V8 | G     | 3  | Jody Scheckter    |     |     |     |     | 4   | 2   | 1   | 6   | 2   | 2   | Ret | 5   | 5   | 4   | 2   | Ret |     | 581 (71) | 3°      |  |
| 1976 | P34    | Ford Cosworth DFV V8 | G     | 4  | Patrick Depailler |     |     |     | Ret | Ret | 3   | 2   | 2   | Ret | Ret | Ret | 7   | 6   | 2   | Ret | 2   |     | 581 (71) | 3°      |  |
|      |        |                      |       |    |                   |     |     |     |     |     |     |     |     |     |     |     |     |     |     |     |     |     |          |         |  |
|      |        |                      |       |    |                   | ARG | BRA | RSA | USW | ESP | MON | BEL | SWE | FRA | GBR | GER | AUT | NED | ITA | USA | CAN | JPN |          |         |  |
| 1977 | P34    | Ford Cosworth DFV V8 | G     | 3  | Ronnie Peterson   | Ret | Ret | Ret | Ret | 8   | Ret | 3   | Ret | 12  | Ret | 9   | 5   | Ret | 6   | 16  | Ret | Ret | 27       | 6°      |  |
| 1977 | P34    | Ford Cosworth DFV V8 | G     | 4  | Patrick Depailler | Ret | Ret | 3   | 4   | Ret | Ret | 8   | 4   | Ret | Ret | Ret | 13  | Ret | Ret | 14  | 2   | 3   | 27       | 6°      |  |

↑1  Scheckter e Depailler utilizaram o 007 do GP do Brasil até a Espanha (apenas Scheckter) marcando 13 pontos.